# Corozal North
Corozal North – jednomandatowy okręg wyborczy w wyborach do Izby Reprezentantów, niższej izby parlamentu Belize. Obecnym reprezentantem tego okręgu jest polityk Zjednoczonej Partii Demokratycznej Hugo Patt.
Okręg Corozal North znajduje się dystrykcie Corozal w północno-wschodniej części kraju.
Utworzony został w roku: 1961.

## Posłowie
| Rok   | Poseł             |  | Partia |
| ----- | ----------------- |  | ------ |
| 1984  | Valdemar Castillo |  | PUP    |
| 1989  | Valdemar Castillo |  | PUP    |
| 1993  | Valdemar Castillo |  | PUP    |
| 1998  | Valdemar Castillo |  | PUP    |
| 2003  | Valdemar Castillo |  | PUP    |
| 2008. | Nemencio Acosta   |  | UDP    |
| 2012  | Hugo Patt         |  | UDP    |